# Mentissa
Mentissa Aziza, dite Mentissa, née le 4 avril 1999 à Denderleeuw (Belgique), est une auteure-compositrice-interprète belge francophone.
En 2021, elle est révélée par la saison 10 de The Voice sur TF1 (remportée par Marghe) dont elle est finaliste. La chanson Et Bam que lui a écrite son « coach » Vianney propulse sa carrière. Son premier album, La Vingtaine, sort le 18 novembre 2022.
En 2024 elle devient coach à la saison 11 de The Voice Belgique.

## Biographie

### Enfance

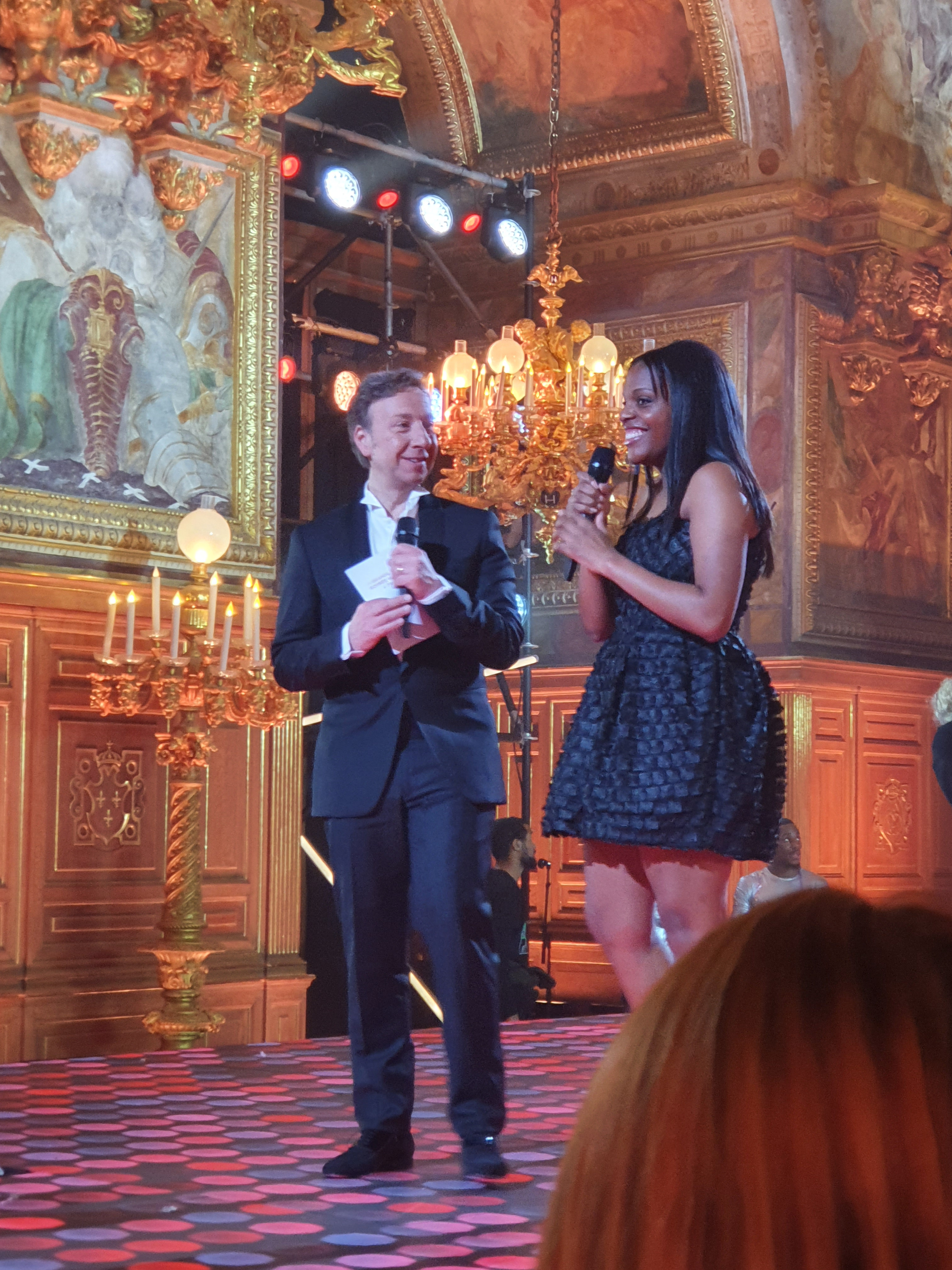
Mentissa avec Stéphane Bern sur le tournage de La Grande Soirée du 31 à Fontainebleau, en décembre 2022.

Mentissa Aziza nait à Denderleeuw en Belgique en 1999.
Elle est d’abord attirée par la danse (et les parades de majorettes) quand, à l’âge de 12 ans, la série télévisée Glee éveille en elle l'envie de chanter.

### Premiers castings
En 2014, Mentissa intègre le casting de The Voice Kids en Belgique (Flandre). C'est sa première participation à une émission de télévision. Elle remporte le télé crochet le 24 octobre.
En 2019, elle tente une première fois sa chance dans The Voice of Holland. 
En 2020, elle se rend à Paris pour s’inscrire à la saison 10 de The Voice avec son ami Youssef Zaki, lui aussi sélectionné pour participer aux auditions à l’aveugle. Pour la finale en mai 2021, son « coach » Vianney lui écrit la chanson Et Bam.

### Carrière
En octobre 2021, elle rejoint le label Tôt ou tard de son mentor. La diffusion de son titre Et Bam sur les radios lance sa carrière. Son premier album, La Vingtaine, sort le 18 novembre 2022.
Mentissa chante en première partie de Vianney à l'Olympia les 24, 25 et 26 novembre 2022 et entreprend sa première tournée en février 2023.
En 2023, elle devient coach de la onzième saison de The Voice Belgique au côté de Beverly Jo Scott, Christophe Willem et Hatik. Elle est également nommée artiste féminine francophone de l'année aux NRJ Music Awards 2023.
En 2023-2024, elle fait partie de la troupe des Enfoirés. En 2024, elle est co-coach de Vianney dans The Voice sur TF1. De plus début 2024 son album La Vingtaine est certifié disque d’or pour 50 000 ventes.
En 2025, elle est candidate pour représenter la Belgique au Concours Eurovision de la chanson avec le titre Désolée (dont l'un des auteurs est Vianney). Lors de l'émission de la sélection Eurosong 2025 diffusée sur la chaîne de télévision flamande VRT 1 le 1er février, elle s'incline en terminant 3e sur les 8 finalistes[réf. nécessaire].

## Discographie

### Singles
| Année                                                              | Titre        | Meilleure position | Meilleure position | Meilleure position | Certifications   | Album        |
| Année                                                              | Titre        | FRA                | FLA                | WAL                | Certifications   | Album        |
| ------------------------------------------------------------------ | ------------ | ------------------ | ------------------ | ------------------ | ---------------- | ------------ |
| 2022                                                               | Attendez-moi | —                  | —                  | —                  |                  | La Vingtaine |
| 2022                                                               | Balance      | —                  | —                  | —                  |                  | La Vingtaine |
| 2022                                                               | Et Bam       | 49                 | —                  | 43                 | - SNEP : Diamant | La Vingtaine |
| 2023                                                               | Mamma Mia    | 40                 | 40                 | 6                  | - SNEP : Platine | La Vingtaine |
| 2025                                                               | Désolée      | —                  | —                  | —                  |                  | Désolée      |
| « — » indique que le titre n'est pas sorti ou classé dans le pays. |              |                    |                    |                    |                  |              |

### Collaborations
- 2021 : Vianney feat. Mentissa - Parce que c'est toi (sur l'album N'attendons pas)
- 2022 : Molitor feat. Mentissa - Pardon (sur l'album Molitor 3)
- 2022 : Tarik feat. Mentissa - Ils rêvent (sur l'album Ça pourrait être pire)
- 2023 : Vianney feat. Mentissa - Tu me guéris (sur l'album À 2 à 3)
- 2023 : Nuit Incolore feat. Mentissa - Paradoxe (sur l'album La Loi du Papillon)
- 2023 : Ycare feat. Mentissa - Tombé (sur l'album Nos Futurs)
- 2024 : Joseph Kamel feat. Mentissa - Tu vis (sur l'album Miroirs)
- 2025 : Les P’tits Soleils - Les Pièces Jaunes